# Kannivalism
Kannivalism (яп. カニヴァリズム) — японський візуальний J-rock гурт. Оригінальний склад сформований у 2001 році. Після розформування в тому ж році, вони реформувалися 31 грудня 2005 року. Тоді, пізніше, після короткої творчої паузи (у зв'язку з госпіталізацією вокаліста «Ryo»), тому вже втрете «Kannivalism» утворена у 2009 році.

## Історія
Вокаліст «Рьо» і гітарист «Кеі» були знайомі ще до «kannivalism»: обидва вони були учасниками групу «Kagerou» і у 2000 році створили групу «Clarity». У 2001 році разом з басистом «8342» (згодом змінив псевдонім на «Ючі») і ударником «Кірі» вони створили групу «kannivalism». Але після виходу першого синглу «kannivalism ittekimasu», за 6 місяців після створення, група раптово розпалася…
Рьо і Kei продовжили спільну творчість, приєднавшись в червні 2001 року до відомої нині команді «baroque», «8342» увійшов до складу «K@mikaze», а також працював сесійним музикантом для сольного проекту miyavi. Кірі приєднався до Porori, але згодом пішов у індіс visual kei групу heidi.
Після розпаду «baroque», що стався у 2004 році, про Рьо і Kei не було ніяких новин, до тих пір, поки наприкінці 2005 року вони не оголосили про відновлення групи «kannivalism». Ючі приєднався до них і група завершила рік, відігравши кілька виступів, а початок 2006 року ознаменував вихід першого з часів релізу 2001-му мініальбому групи Soukou humority. Альбом був дуже добре прийнятий слухачами і знайшов безліч шанувальників, у тому числі і за рахунок фанатів групи «baroque». Такий успіх привернув увагу звукозаписної компанії «Avex», і незабаром тріо підписало контракт з Мейджер-лейблом. Дебютним релізом в статусі Мейджер став сингл «Ritori», за яким пішов їх перший повноцінний альбом Nu age, що вийшов на початку 2007 року.
У 2007 році група випустила ще 2 синглу «small world» в травні і «Monochrome» в листопаді, а в березні 2008 року «kannivalism» порадували своїх шанувальників новим альбомом під назвою «UNTITLED (POSTPONED)». Грають і досі.
Зараз, «Ючі» грає у групі «Кьо» «S u k e k i y o». «Ючі» також виконує і сольні пісні.

## Учасники
- Вокаліст (яп. 怜/Рьо), — (baroque). День народження: 24 липгя.
- Гітарист (яп. 圭/Kei), — (baroque). День народження: 12 серпня.
- Бас-гітара (яп. 裕地/Ючі), — (ex-Anti Feminism, K@mikaze, Sukekiyo).

### Колишні учасники
- Барабан (яп. 光也/Мітсуя), — (ex-Black Jack)
- Барабан (яп. 桐/Кірі/Koishikawa), — (ex-Porori, Unzu, heidi.) (2001)
- Інші групи, що з ними грали: «Ex-Clarity», «now in baroque».

## Дискографія

### Альбоми і мініальбоми
| Назва                               | Дата релізу       | Найвища позиція (Oricon) |
| ----------------------------------- | ----------------- | ------------------------ |
| Soukou Humority (яп. 奏功 Humority) | (26 квітня 2006)  | --                       |
| Nu Age.                             | (21 лютого 2007)  | #13                      |
| Helios                              | (17 березня 2010) | --                       |

### Сингли
| Назва                                                                | Дата релізу         | Найвища позиція (Oricon) |
| -------------------------------------------------------------------- | ------------------- | ------------------------ |
| «kannivalism Ittekimasu.» (kannivalism逝ってキマス)                  | (29 липня 2001)     | --                       |
| «Ritori» (リトリ)                                                    | (27 вересня 2006)   | #7                       |
| «Hoshi no Yoru» (ホシの夜)                                           | (17 січня 2007)     | #10                      |
| «Small World»                                                        | (9 травня 2007)     | #9                       |
| «Monochrome» (Опенінг для Suteki Tantei Labyrinth дл ефіру TV Tokyo) | (14 листопада 2007) | #12                      |
| «Life Is»                                                            | (18 листопада 2009) | #22                      |
| «『Split Recollection』»                                             | (11 серпня 2010)    | #33                      |
| «Rememorārī»                                                         | (24 листопада 2010) |                          |

### Збірки
- Luna Sea Memorial Cover Album — кавер «Love Song» (Грудень 19, 2007)